# پرفلوئورواتان‌آمین
پرفلوئورواتان‌آمین (به انگلیسی: Perfluoroethanamine) یک ترکیب شیمیایی با شناسه پاب‌کم ۱۳۶۱۹۰ است. که جرم مولی آن ۱۷۱٫۰۲ g/mol می‌باشد. 